# Rafael Tasis
Rafael Tasis i Marca (Barcelona 1906 - París 1966) fue un escritor  y político catalán, de ideología republicana y nacionalista catalana. A lo largo de su vida desempeñó muy diferentes puestos, como traductor, crítico literario, propagandista, impresor y periodista, entre otros.

## Biografía
Comenzó en 1921 colaborando en la revista infantil La Mainada, dirigida por Avel·lí Artís i Balaguer, y en El Estevet de Manuel Carrasco i Formiguera, y más adelante en La Publicitat, Mirador, Revista de Catalunya, Serra d'Or, y muchas otras.
Durante la década de 1920 fue secretario general de la juventud de Acció Catalana Republicana y en 1937 fue nombrado director general de los servicios correccionales de la Generalidad de Cataluña. En 1939 se exilió a París, donde sufrió la ocupación nazi durante la Segunda Guerra Mundial. Volvió en 1948 a Cataluña, donde ejerció como corresponsal de los exiliados, colaborando en las revistas de exilio como La Nostra Revista, Pont Blau, Quaderns de l'exili, Vida Nova, Catalunya y otras con el seudónimo de «Pere Bernat» o «Blanquerna». Asimismo, impulsó nuevas ideas culturales, publicó traducciones de novelas francesas e inglesas, y antologías.

### Editorial Pòrtic
Junto a Josep Fornas, un hombre de una generación posterior, fundó en 1963 en Barcelona la Editorial Pòrtic. Se trataba de una editorial pequeña, alternativa a Edicions 62, creada un año antes, y con personas vinculadas al exilio. Su temprana muerte en 1966 no impidió que prosperase el proyecto.

## Obras

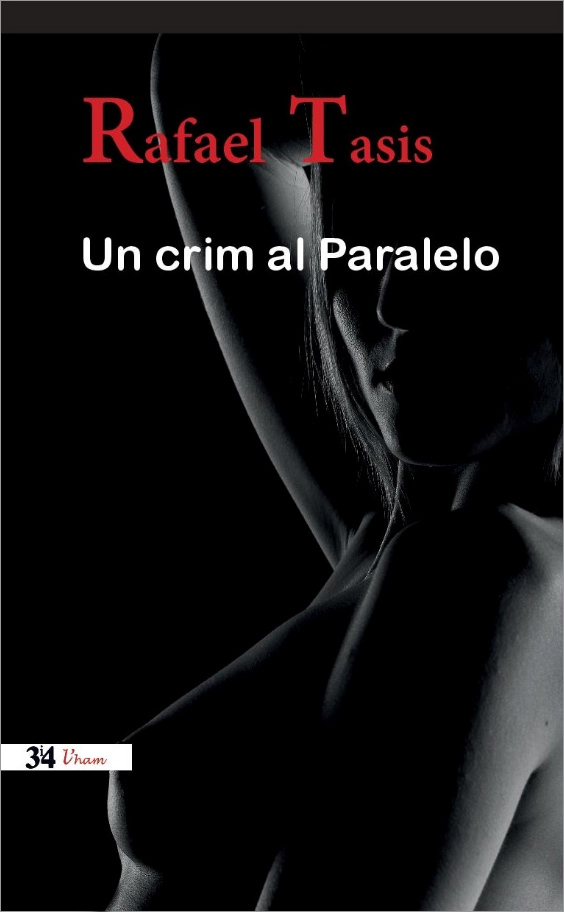
Un crim al Paralelo, ed. 2016

### Novela
- Vint anys (1931)
- Muntaner, 4 (Años 40, inconcluso)
- Sol ponent (1953)
- La Bíblia valenciana (1955)
- És hora de plegar (1956)
- Abans d'ahir (1956)
- Un crim al Paralelo (1960)
- Tres (1962)

### Historia y crítica
- Una visió de conjunt de la novel·la catalana (1935)
- La Revolución en los Ayuntamientos (1937)
- Històries de coneguts (1945)
- La vida del rei en Pere III (1954)
- La novel·la catalana (1954)
- Joan I, rei, caçador i músic (1958)
- Les unions de nobles i el rei del punyalet (1960)
- Barcelona. Imatge i història d'una ciutat (1962)
- Història de la premsa catalana (1966)

### Teatro
- Volpone, o la guineu, original de Ben Jonson, con traducción de Rafael Tasis (1957)
- Un home entre herois, tragicomedia en 3 actos (1958)
- La sala d'estar, original de Graham Greene, con traducción de Rafael Tasis (1962)
- El fatxenda del món occidental, original de John Millington Synge, con traducción de Rafael Tasis.
- Paral·lel 1934, coautor Josep Maria Poblet

## Fondo personal
Los herederos de Rafael Tasis donaron su documentación a la Universitat Autònoma de Barcelona, donde quedó depositada en la Biblioteca de Humanidades. El fondo está compuesto principalmente por manuscritos y mecanoscritos de obras propias, correspondencia, así como otros documentos de carácter profesional y personal.